# アルフォンソ・シルバ
アルフォンソ・シルバ・プラセレス（Alfonso Silva Placeres、1926年3月19日 - 2007年2月16日）は、スペイン・カナリア諸島州ラス・パルマス・デ・グラン・カナリア出身の元サッカー選手。現役時代のポジションはFW。

## 経歴
1950年代にアトレティコ・マドリードで活躍した選手。1950年には1950 FIFAワールドカップに出場し、充実したキャリアを送っていたが、1955-56シーズンにアントニオ・バリオスがアトレティコ・マドリードの監督に就任してからは出場機会が激減し、1956年にクラブを退団した。アトレティコ・マドリードでは、FWからDFまでをこなせる器用さを買われ、公式戦通算181試合41得点という成績を残した。

## タイトル

### クラブ
アトレティコ・マドリード
- プリメーラ・ディビシオン : 2回 (1949-50, 1950-51)
- コパ・エバ・ドゥアルテ : 1回 (1951-52)